# 加藤真 (生態学者)
加藤 真（かとう まこと、1957年 - ）は、日本の生態学者。京都大学名誉教授。農学博士（京都大学）。加藤眞と表記されることもある。

## 略歴・人物
静岡県生まれ。1976年、静岡県立静岡高等学校卒業。1980年、京都大学農学部農林生物学科卒業。1987年、京都大学大学院農学研究科博士課程修了。2008年、京都大学大学院地球環境学堂教授。人間・環境学研究科相関環境学専攻、自然環境動態論講座教授。2023年名誉教授。

## 著書
- 『生命は細部に宿りたまう : ミクロハビタットの小宇宙』 加藤 真 著 岩波書店 2010.10
- 『日本の渚 : 失われゆく海辺の自然』 加藤 真 著	岩波書店 1999.4
- 『寄生植物の化学防衛と寄生蜂の攻撃が介在した潜葉虫の生態・行動の進化』	加藤 真研究代表 1999

## 共著
- 『ものとくらしの植物誌』落合雪野, 白川千尋 編	臨川書店 2014.5
- 『海のパラダイム』 尾本惠市 ほか編 岩波書店 2000.11
- 『井上民二の軌跡と夢』	井上民二, 加藤 真, 酒井章子 編集 京都大学生態学研究センター京都分室 1997
- 『花に引き寄せられる動物』	井上民二, 加藤 真 編	平凡社 1993.1
- 『昆虫を誘い寄せる戦略』	井上健, 湯本貴和 編 平凡社 1992.11
- 『マルハナバチの経済学』 ベルンド・ハインリッチ 著 ; 加藤 真 ほか訳 1991.11

## 受賞
- 2017年 第27回南方熊楠賞（自然科学の部）[4]